# Javier Jiménez Sendín
Javier Jiménez  (Madrid, España 1945) es un ingeniero español especializado en el campo de la turbulencia.

## Biografía
Nacido en  1945 en  Madrid, se graduó en ingeniería aeronáutica en Madrid en 1969 y se doctoró en el Instituto Tecnológico de California en 1973.
Actualmente es catedrático de Mecánica de Fluidos en la Escuela Técnica Superior de Ingenieros Aeronáuticos de Madrid y profesor visitante en la Universidad Stanford, habiendo desarrollado también labores docentes en la École polytechnique de París.
Ha centrado su investigación alrededor de los problemas básicos de la  turbulencia, siendo un pionero en España en la aplicación de la supercomputación a los problemas de mecánica de fluidos.
En 1998, recibe el Premio Nacional de Investigación de la Real Academia de Ciencias Exactas, Físicas y Naturales. En 2005 es elegido miembro de la Real Academia de Ingeniería  y en 2008 es elegido miembro de la Real Academia de Ciencias Exactas, Físicas y Naturales.